# Atlides juanita
Atlides juanita är en fjärilsart som beskrevs av Samuel Hubbard Scudder 1868. Atlides juanita ingår i släktet Atlides och familjen juvelvingar. Inga underarter finns listade i Catalogue of Life.